# Tsering Gyalpo
Tsering Gyalpo (tibétain : ཚེ་རིང་རྒྱལ་པོ, Wylie : tshe ring rgyal po, THL : Tsering Gyalpo), né le 12 avril 1961 dans le district de Langchu, xian de Gar, préfecture de Ngari, région autonome du Tibet et décédé le samedi 27 juin 2015 à Berlin, est un tibétologue chinois de la minorité tibétaine. Il est directeur du département de religion de l'académie des sciences sociales de la région autonome du Tibet 2000 à 2015.

## Biographie
Tsering Gyalpo naît dans une famille nomade du Tibet occidental,  le quatrième de neuf enfants. 
Ses parents l'envoient à Lhassa pour son éducation. 
De là, il est envoyé à Pékin, où il étudie à l'université des minorités et au département d'ethnologie de l'académie chinoise des sciences sociales.
À partir de 1994, il occupe une position dirigeante à l'académie des sciences sociales de la région autonome du Tibet (TASS), à Lhassa, où il est pendant ses 15 dernières années, directeur de la section religions. Il a fortement influencé les travaux de recherche de cet institut.
À partir de 1995, il assure différents enseignements nationaux, comme professeur invité, et internationaux, comme chercheur associé dans différents programmes à l'université de Vienne (1996, 1998, 1999/2000, 2010, 2011), à l'université de Virginie (2001), à l'université Harvard (2004) et à l'université de Princeton (2006).
Il est connu pour ses ouvrages auxquels il participe comme co-auteur ou collaborateur, au sujet d'études de textes et ethnographie du Tibet central médiéval (entre 2000 et 2007). 
De 2006 à 2014, il participe de façon importante à des études trilingues en tibétain, chinois et anglais, relatives à l'histoire du Tibet occidental.
À partir de 2001, il attache une importance croissante, dans ses travaux au Tibet occidental, et notamment au royaume de Guge (Xe siècle, XVIIe siècle), avec pour but de partager avec le monde le patrimoine culturel du Tibet occidental, d'où il vient, qui appartiennent, selon lui, ni au Tibet, ni à la Chine, mais au monde entier, et c'est le principal message auquel il s'est attaché dans son travail.
Il meurt le samedi 27 juin 2015 d'une attaque cardiaque, dans son appartement du Collège scientifique de Berlin,.